# Foro El Salvador
El Foro El Salvador fue una asociación cultural española que se definía como «nacida al impulso de la Doctrina Social de la Iglesia católica en defensa de las víctimas del terrorismo, los derechos humanos, y la pluralidad cultural, social y política de la sociedad vasca».

## Fundación
El 10 de junio de 1999 varios católicos posicionados en contra de la violencia terrorista y lo que consideraban la hegemonía del nacionalismo vasco en la Iglesia Católica del País Vasco constituyeron la asociación. De acuerdo con sus palabras:

Como cristianos y personas libres, nos sentimos alarmados por la grave hegemonía del nacionalismo en la Iglesia vasca y el uso perverso que hoy se hace de la doctrina de la caridad y del perdón para amparar al nacionalismo de ETA y a sus cómplices políticos. Lamentamos lo desatendidos que hoy se encuentran por nuestra Iglesia los fieles que no son de ideología nacionalista y las propias víctimas del terrorismo. Y reclamamos con urgencia de esa misma Iglesia, a la que pertenecemos, un discurso que por fin concilie los valores cristianos con los derechos ciudadanos

## Excura de Maruri
Su presidente fue Jaime Larrínaga, excura párroco de Maruri, pequeña localidad vizcaína de 834 habitantes, en la que, de acuerdo a sus denuncias, fue centro de amenazas escritas supuestamente realizadas en papel oficial del ayuntamiento y firmadas por el consistorio nacionalista. En agosto de 2003 anunció que abandonaba su puesto debido a presiones del mundo nacionalista, trabajando con posterioridad en Venezuela.